# Francesco di Challant

Stemma della famiglia Challant

Francesco di Challant (... – Verrès, 28 aprile 1442) (in francese, François de Challant) fu un nobile valdostano appartenente alla famiglia Challant. Il 15 agosto 1424 ottenne dal Duca di Savoia il titolo di conte, diventando così il primo Conte di Challant.

## Biografia
Figlio di Ibleto di Challant, da giovane aveva intrapreso la vita sacerdotale fino a diventare Protonotario apostolico e sacerdote, ma venne dispensato dagli ordini sacri nel 1383 dopo la prematura morte del fratello Amedeo. Alla morte del padre Francesco divenne signore di Verrès, Issogne, Saint-Vincent, Villa-Challand, Chenal e Montjovet.
Le signorie di Graines e Châtillon andarono al fratello Giovanni (Jean), ma alla sua morte del 1410 Francesco divenne signore anche di queste ultime.
Si sposò due volte, con Marguerite d'Oron de Bossonens e in seguito con Françoise Maréchal de Meximieux, dalle quali ebbe quattro figlie femmine: Antonia, Bona, Margherita e Caterina.
Morì il 28 aprile 1442 e fu sepolto nella cattedrale di Aosta.

## Vita politica
Come il padre Ibleto, ricoprì diversi incarichi politici e diplomatici agli ordini del Duca di Savoia. Fu balivo di Susa e del Canavese, inviato del Duca di Savoia a trattare delicate questioni oltre le montagne, consigliere del Duca Amedeo VIII di Savoia.
Nel 1440 fu nominato Cavaliere dell'Ordine del Collare di Savoia, in seguito chiamato Ordine Supremo della Santissima Annunziata. Fu il quarto membro della famiglia Challant a ricevere tale onorificenza, dopo il padre Ibleto e Aimone e Bonifacio di Challant-Fénis
Per garantire una dote adeguata alle quattro figlie contrasse alcuni debiti e per questo dovette rinunciare alla signoria e al castello di Montjovet che ritornarono ai Savoia.

Concesse franchigie agli abitanti di Graines e Brusson, in Val d'Ayas, che aveva ereditato alla morte del fratello Giovanni.

## La successione
Morì il 28 aprile 1442, e in assenza di figli maschi nominò come eredi dei feudi di Challant, Verrès, Issogne e Graines le sue due figlie ancora in vita, Margherita e Caterina. Questo però andava contro la Legge Salica in vigore al tempo, che impediva la successione per via femminile. Ne nacque uno scontro con i parenti maschi della famiglia, primo tra tutti il cugino Giacomo di Challant Aymavilles, che reclamavano per sé l'eredità.
Margherita cedette ben presto la sua parte di eredità alla sorella, mentre Caterina fece tutto il possibile per conservarla, anche grazie all'aiuto del marito Pietro Sarriod d'Introd. Nel dicembre 1456, dopo anni di lotte, dovette però arrendersi e l'eredità di Francesco passò a Giacomo di Challant-Aymavilles, che divenne così secondo Conte di Challant.